# Sisakdísz
Névváltozatok: a sisak orra (Bárczay 4.), sisakdísz (Századok 1869. 493.), boncs (Turul 1908/2. 53. [Thallóczy]), ékítmény (Kristó Anjou. háb. 239.), dísz (Forgon 108. Új Idők lexikona XIII. 3264.), sisaktoll <speciális sisakdísz> (Forgon 549.), képlet (figura) (Nagy Iván III. 44.), taréj (Nagy Iván VI. 21., Ipolyi Arnold 240.), sisaktaraj (TESz I. 437.), címerfedél (Turul 2000/1-2. 47. l.)
fr: cimier, timbre, en: crest, de: Helmkleinod, Cimier, Zimier, Helmzier, Kleinod (a 14. sz. 2. felétől mutatható ki, mely az ófelnémet chleinodi 'kis, finom' zierlich 'kecses' származéka; az addigi Zimir kifejezést, melyet a teljes fegyverdíszre értettek <Schmuck der Rüstung>, később a sisakdíszre is átvitték), r.de: Groyr, Krayir <bizonytalan eredetű középkori kifejezések, talán sisakdíszt (Helmschmuck, Helmkleinod) jelentettek> (Oswald 170.), cs: klenot, la: coronaria, apex, galeatum, fastigium, cimerium (Rink 16.), corona, apex seu imposita figura (Uo. 17.) 
Rövidítések:

A sisakdísz a sisak tetejére felerősített térbeli alakzat. (Az angol heraldikában sisak nélkül, sisakkoszorún vagy sisakkoronán is előfordul.) A pajzs után a címer legfontosabb alkotórésze. A francia eredetű címer szó jelentése sisakdísz volt.

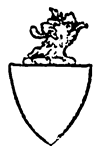
Az egyik legrégibb sisakdísz Vilmos, Hollandia grófjának 1205-ös címerében
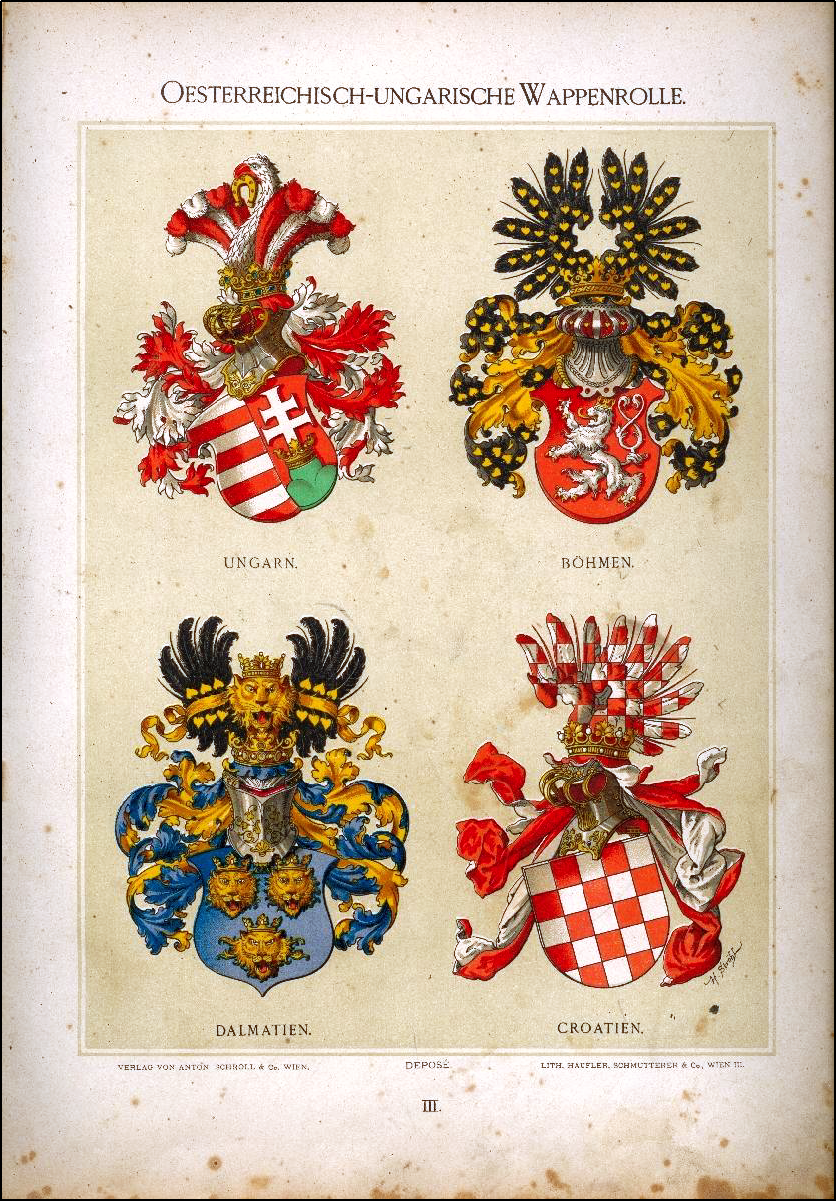
Magyar, Cseh, Dalmát, Horvát
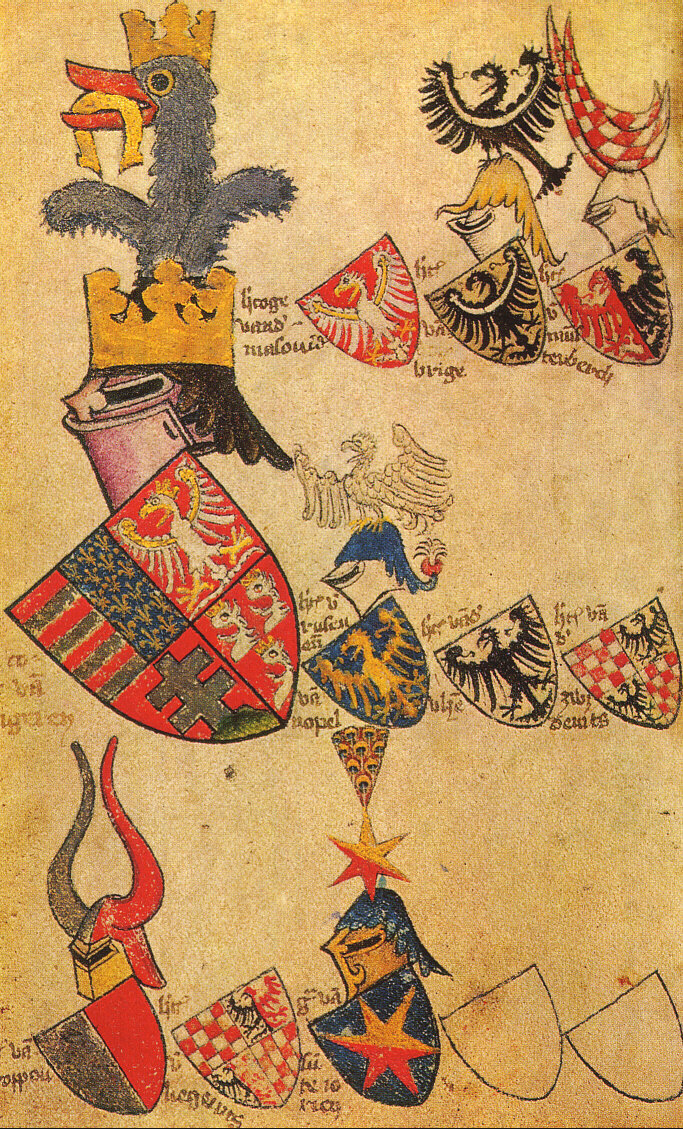
Anjou címerpajzs és sisakdísz
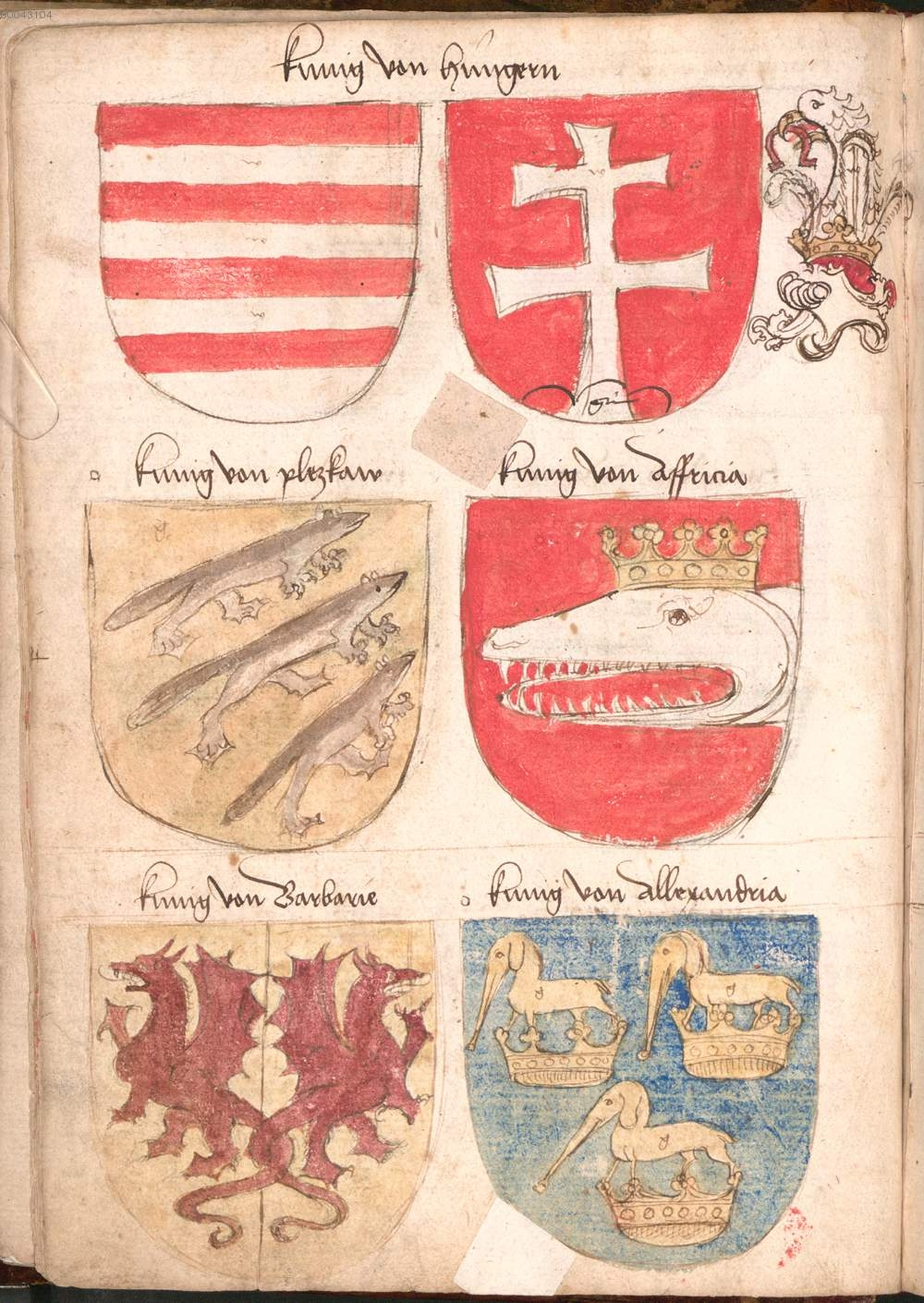
Armorial Bellenville címerkönyv lapja, felül magyar címerpajzsok és Anjou sisakdísz
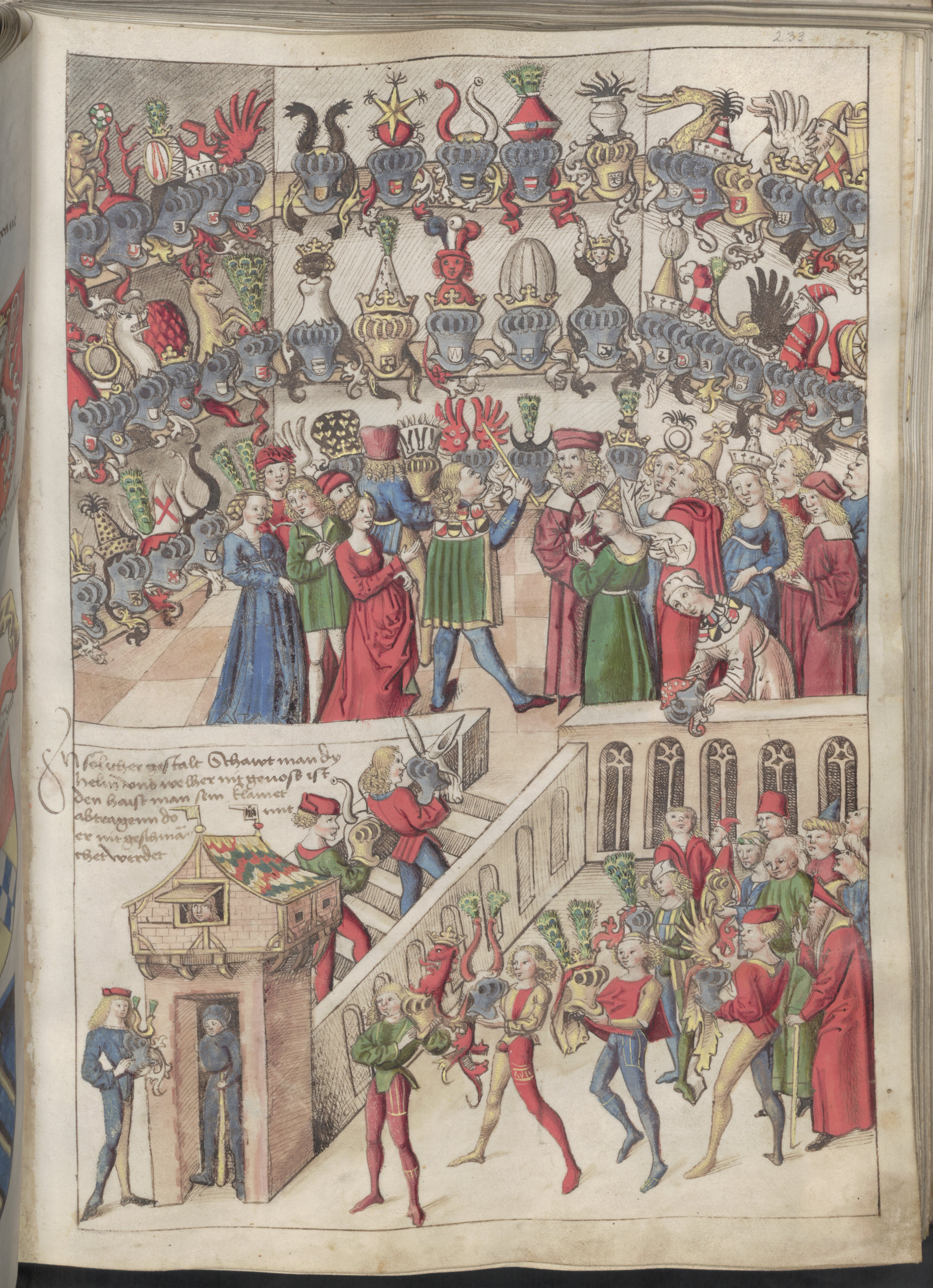
Sisakdíszek bemutatása
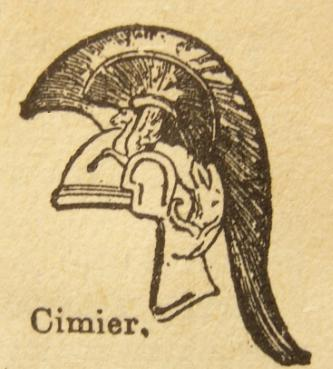
Tolldísz római sisakon

A sisak tulajdonképpen a sisakdíszek viselése által vált címertartozékká. A csatában nagy távolságból is felismerhetővé tette a harcost, de nagy súlya miatt nem viselték teljes díszében, csak a lovagi tornán és ünnepi alkalmakkor. Bizonyos fajta védelmet is nyújtott, mert mérsékelte a fejre mért csapást. A lovagi tornák egyes küzdőszámainak célja az ellenfél sisakdíszének letaszítása volt a sisakról. A torna előtti címerszemlén is a sisakdíszeket állították ki. Ezért Európa legnagyobb részén az oromdísz alapvető fontosságot töltött be a lovagi és címerkultúrában. Gyakran szolgált a család egyes ágainak megkülönböztetésére, ami a közép-európai heraldika sajátsága. Egyes címerábrák vagy ábra-kompozíciók eredete a sisakdíszekre vezethető vissza, mint például Bogomér, liptói főispán és a tőle leszármazó családok címerében a koronán nyugvó trombitát tartó kar. Hasonló esetek, már a 14. századtól előfordulnak. Néha a sisak a sisakdísszel a pajzsra kerül, máskor a sisakdísz a sisakkoronával látható a pajzson. Sisakdíszre emlékeztet a Bebek és az 1412-es Forgách címeres pecsét.

## A sisakdísz használata
A sisakok díszítésének igénye már az ókorban felmerült. Elsőként valószínűleg Angliában jelent meg. Innen valók az első sisakdísz-leírások is.
A sisak ormára tollakat és egyéb díszeket tűztek, hogy a lovag felismerhető legyen a csatában. Népszerűek voltak az olyan segédsisakdíszek is, mint a sasszárnyak és a bölényszarvak. Ezek még nem valódi sisakdíszek, mert nem a viselőjét jelképezték, csak alkalmi módon utaltak rá, illetve céljuk a valódi sisakdísz kiemelése, hordozása, kiegészítése volt. Geoffroy Plantagenet 1127-es roueni lovaggá avatásán a gróf pajzsán látható oroszlánok közül egyet a fején viselt süvegére is ráfestettek. Ez azonban még nem valódi (plasztikus) sisakísz. A hagyomány szerint azonban Geoffroy rekettyeágat hordott a sisakjára tűzve és innen ered a dinasztia neve is, ami már több joggal tekinthető sisakdísznek, de ez is csak egy mondai hagyomány. Az efféle alkalmi alakzatok viselése azonban előkészíthette az utat a valódi sisakdíszek számára, melyek nyilvánvalóan nem egy légüres térben, hirtelen jelentek meg. A sisakdíszek mellett fontos szerepet töltöttek be az ezeknél valószínűleg korábbi eredetű, különféle sisakokra és süvegekre helyezett tollforgók, melyekért hatalmas összegeket is kifizettek (például a daru- és kócsagtollas forgóért), melyek a társadalmi állást is kifejezték. Spanyolországban büntetést kellett fizetnie annak, aki tollbokrétát jogtalanul viselt. Az angol peerek egyik jelvénye volt a tollforgó is a cím, a sisak és a korona mellett.

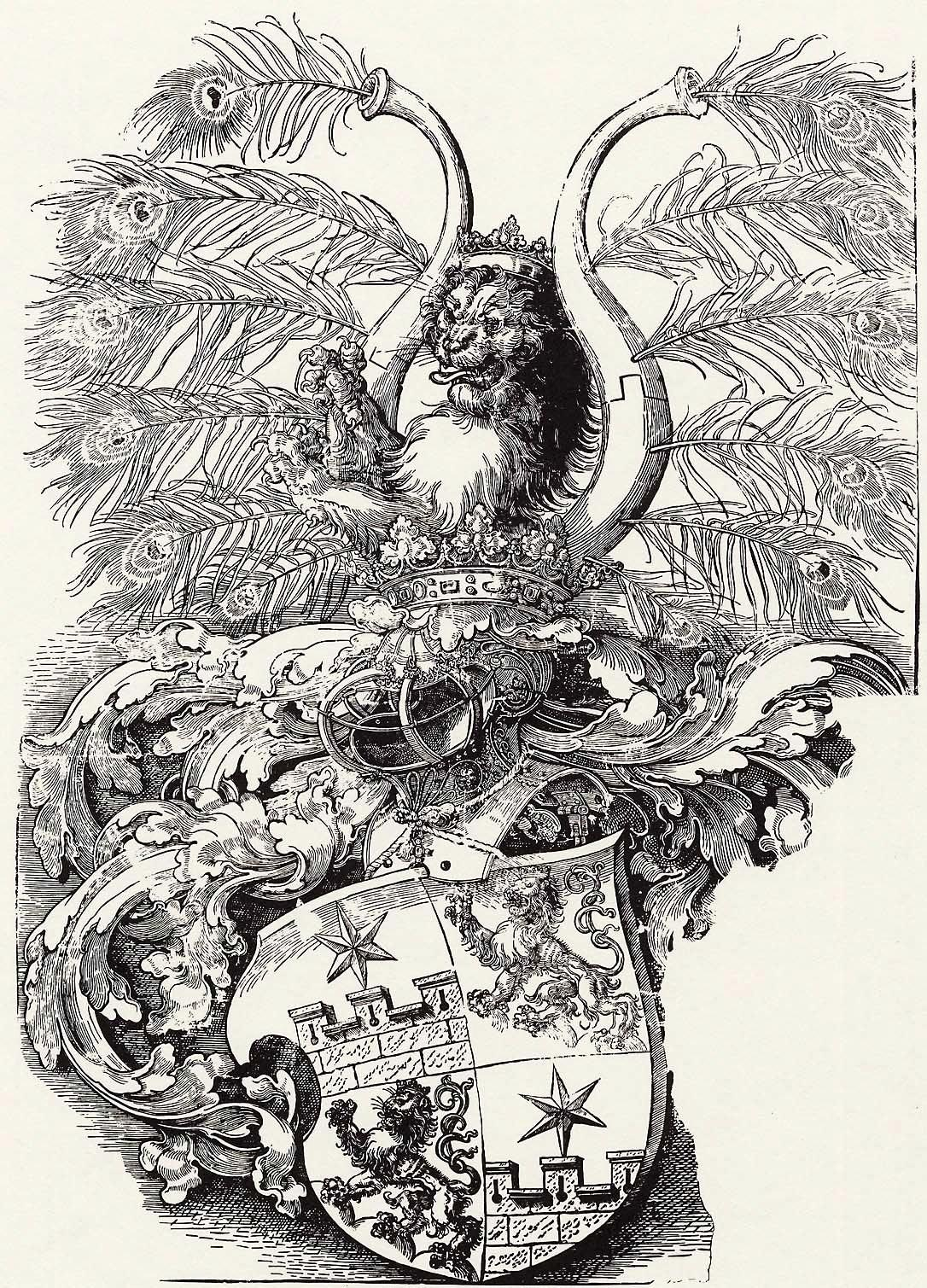
Albrecht Dürer: Címer sisakdísszel (1520)

A plasztikus sisakdíszek a 12. század végén jelentek meg a sisakokon. Általánossá a 13. század második felében váltak. A legkorábbi ismert valódi sisakdísz Flandriai Balduin 1197-es pecsétjén maradt fenn. A német-római birodalomban a 13. század óta mutatható ki. Csehországban Vítek z Prčice 1220-as pecsétje tartalmazza. A legrégibb sisakdíszek kétségtelenül a szarvak, sasszárnyak, páva-, kakas-, strucctollak, szarvasagancsok, zászlócskák, állatok, emberi törzsek. Ilyen például Mihály zólyomi és szepesi ispán (1273), Baldus szepesi ispán (1299), a zólyomi Dancs mester, a Kontok és a Drugethek sisakdísze. Az első teljes címerek 1230 tájáról valók, melyeken az oromdíszes sisak a pajzs fölött látható. Magyarországon a legkorábbi ismert adományozott sisakdísz 1326 április 7.-éből származik Károly Róberttól, amelyet Enyerei Imre fia, Enyerei Miklós és testvérei (Tamás, András és István) nyertek ("egy kiterjesztett két szárnyú csőrében leveles ágat tartó arany sólyom"); ezt majd az egyenes fiúági leszármazottjai, csébi Pogány családbeliek, a címerüknek a pajzs alakjává is tették. Az oklevél szövege tartalmazza a sisakdísz magyar nevét (cymer) is, záradéka pedig azt sejteti, hogy már a király valamelyik elődje is adományozott címert Magyarországon. A (1327-ben a Balassa családbeli Dancs mester részesült címerjavításban.) Európai viszonylatban is ritka a Geissel patríciuscsalád 14. századi máig fennmaradt eredeti sisakdísze, melyet később ovális pajzzsal egészítettek ki és a soproni volt bencés (középkori ferences) templomban maradt fenn. Bőrből csuklyaszerűen kiképzett kecskefejet, a család címerállatát ábrázolja.
Noha korábban már léteztek címerek, melyeket a viselőjük saját maga vett fel, az első címeradományok a 14. században sisakdísz-adományok voltak. Ezek használata a 14. század közepén-végén fontosabbnak tűnik, mint a pajzson található jelképek használata. Jól mutatják ezt a korabeli sisakpecsétek folytatásai, a teljes címert ábrázoló pecsétek, melyeken a sisakdíszek nagysága jóval meghaladja a pajzsokét, ha azok szerepelnek a pecséten. Míg például Drugeth Vilmos nádor 1337-es pecsétjén a pajzs és a sisak egyforma nagyságú és a sisakdísz aránytalanul kicsi, addig Szécsényi Simon országbíró 1395-ös pecsétjén a sisak és a pajzs egyforma nagyságú ugyan, de a sisakdísz már aránytalanul nagy. Ez a sisakdíszek fontosságának megnövekedését mutatja a 14. század közepétől kezdődően a század végéig, ami egész Európára jellemző jelenség.

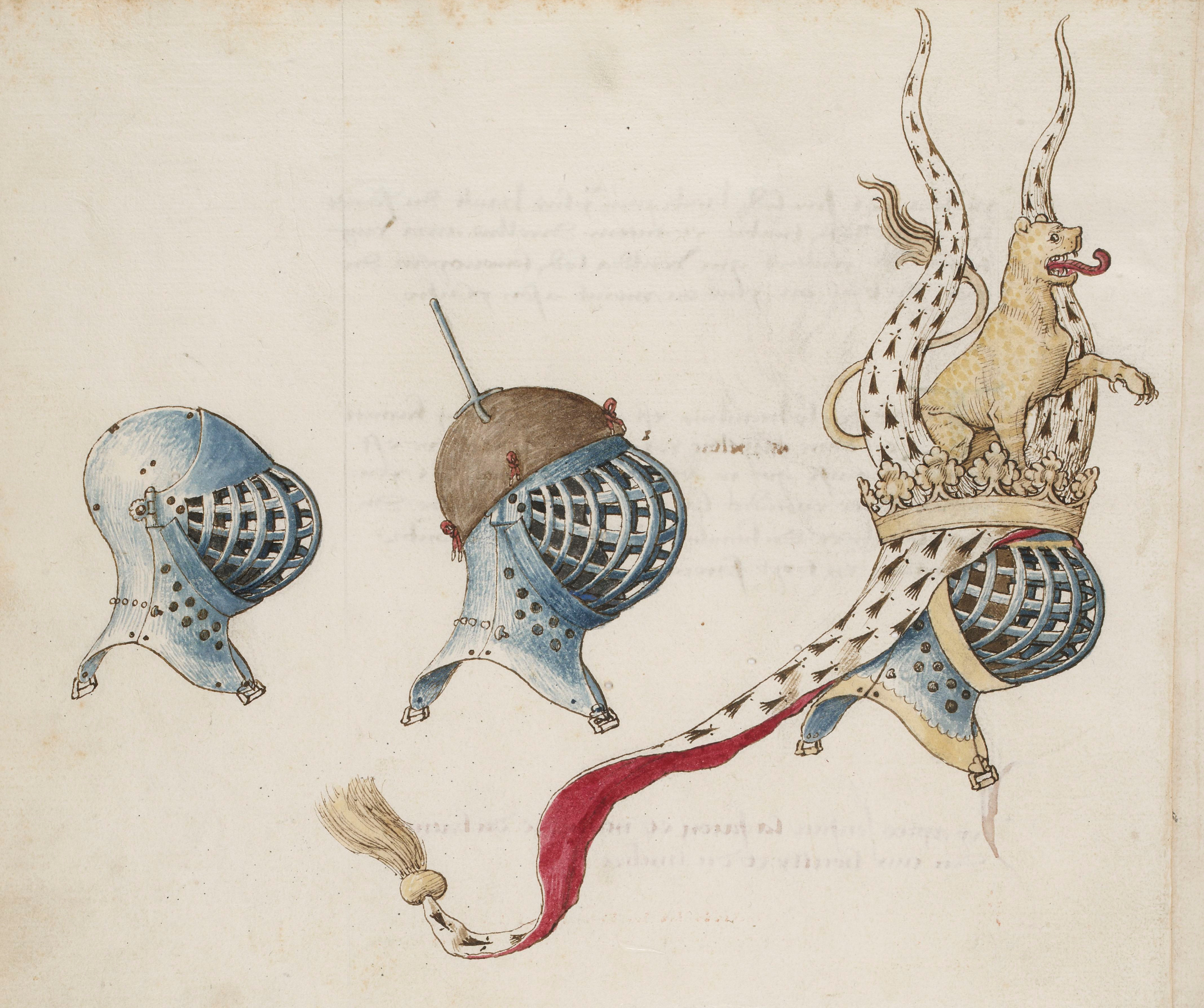
René nápolyi király sisakdísze (15. század)

A 13. század első éveiben a sisakdísz a német pecséteken és más országokban is a címer mellett látható, mint önálló jelkép. 1240 táján már örökletes lett. A 14. században a sisakdíszek már csak a heraldikában maradtak fenn. Németországban, Ausztriában, Magyarországon és Svájc nagy részén változatosak a sisakdíszek. A középkor végén a német befolyás alatt álló heraldikai rendszerekben több címer egyesítése esetén egy pajzson az eredeti címerek sisakdíszeit is megtartották a pajzs fölött. A brit oromdíszek egyszerűek, általában csak egy fordul elő a címerben. Franciaországban és az Ibériai-félszigeten egyre hanyatlott a használata, míg teljesen meg nem szűnt. Franciaországban nem tartották a címer jelentős alkotórészének, ezért előfordult, hogy a címerviselők azt a saját tetszésük szerint megváltoztatták. Az olasz heraldikában különleges sisakdíszeket használtak. A német, közép-európai és skandináv sisakdíszek általában megismétlik a pajzsképet vagy azt tükrözik, ami teljesen ismeretlen gyakorlat a Brit-szigeteken, ahol a pajzsbeli kép általában valamilyen mesteralak. Ott a pajzs és a sisakdísz két külön, egyenrangú, de önálló, a címerviselőt egyaránt jelképező szimbólum, amit jelez az angol crest 'sisakísz' szó gyakori (laikus és szakszerű) használata különféle összefüggésekben (pecsétmező, levélpapír), ami már a legrégibb címerekben is megjelenik sisak és sisaktakaró nélkül, közvetlenül a pajzson.
A nők és az egyházi személyek általában nem viseltek sisakdíszt, ami azt fejezi ki, hogy nem vesznek részt a háborúban. Ez alól kivétel volt Jeanne d'Arc 1429-es címere. Néha a pajzs fölötti sisak nélküli ábrázolásokat, melyek a sisakdísz szerepében állnak, a magyar heraldikában címerfedélnek is nevezik. Ilyenek például az egyházi heraldika rangjelölő kalapjai és zsinórjai. I. Rákóczi György, erdélyi fejedelem címeradományain általában hiányzik a sisakdísz. Ez olasz címerfestő jelenlétére is utalhat az erdélyi dvarban, mert az olasz heraldikában ritkák a sisakdíszek. Néha a sisakdísz a lovaspecséteken csótárdíszként vagy fejdíszként megjelenik a ló fején is, mint például de Warenne, Surrey grófjának a lovaspecsétjén, Henry de Percy 1301-es pecsétjén, Owain Glyndwr (1354 k. - 1416) lovas ábrázolásán.
A hadviselésből a 16. században tűntek el a sisakdíszek. A 19. század romantikus légkörében néha újra megjelentek az előkelő származású urak összejövetelein. Például az orosz lovassági gárda sast viselt az ünnepi sisakján, a porosz személyes gárda ezrede a porosz sast hordta, míg a bajor lovasság oroszlánt viselt sisakdíszként.
A reneszánsz heraldika a címersisak használatát is a művészi koncepciónak rendelte alá. A sisak pajzsra helyezésének egyik szabálya volt, hogy oldalt dőlt pajzsnál a sisakot is oldalt, egyenes pajzsnál a sisakot is szembe kellett fordítani. A reneszánsz címereknél ez sem érvényesült következetesen. Mindjobban háttérbe szorult a sisakdísz is. Az Anjou-korban még két sisakdíszt is ábrázolhattak egy pecséten. Kanizsai István szlavóniai helytartó saját családi sisakdíszére helyezte rá a királyét, minthogy az ő nevében kormányozta a tartományt. A XVI. századra a sisakdísz fokozatosan díszítőelemmé süllyedt.

## A sisakdísz megrajzolása és leírása

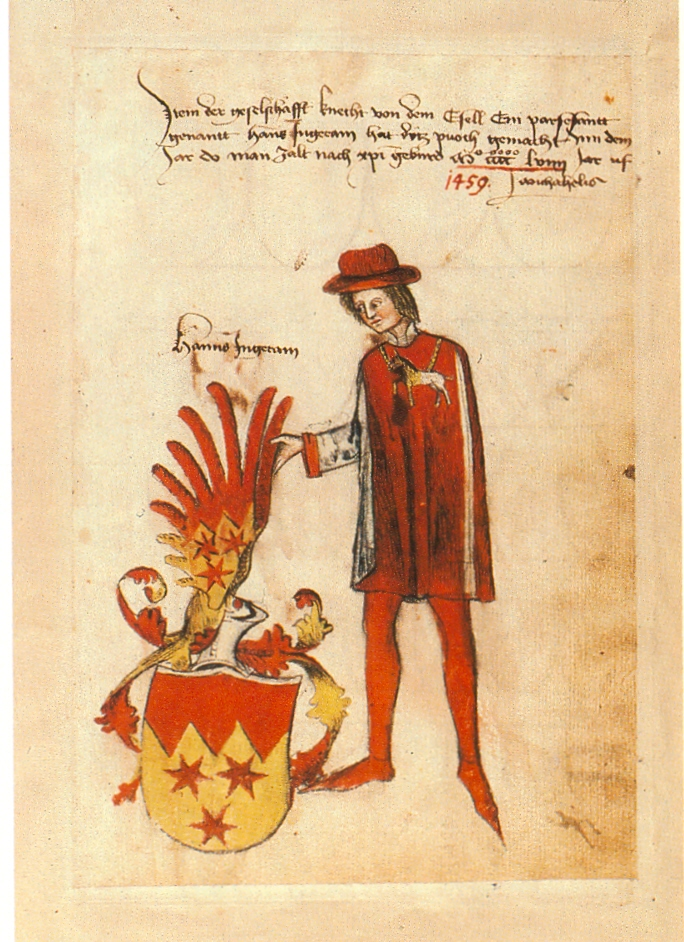
Hans Ingeram portréja, címer és kolofon, Ingeram Codex (1459)

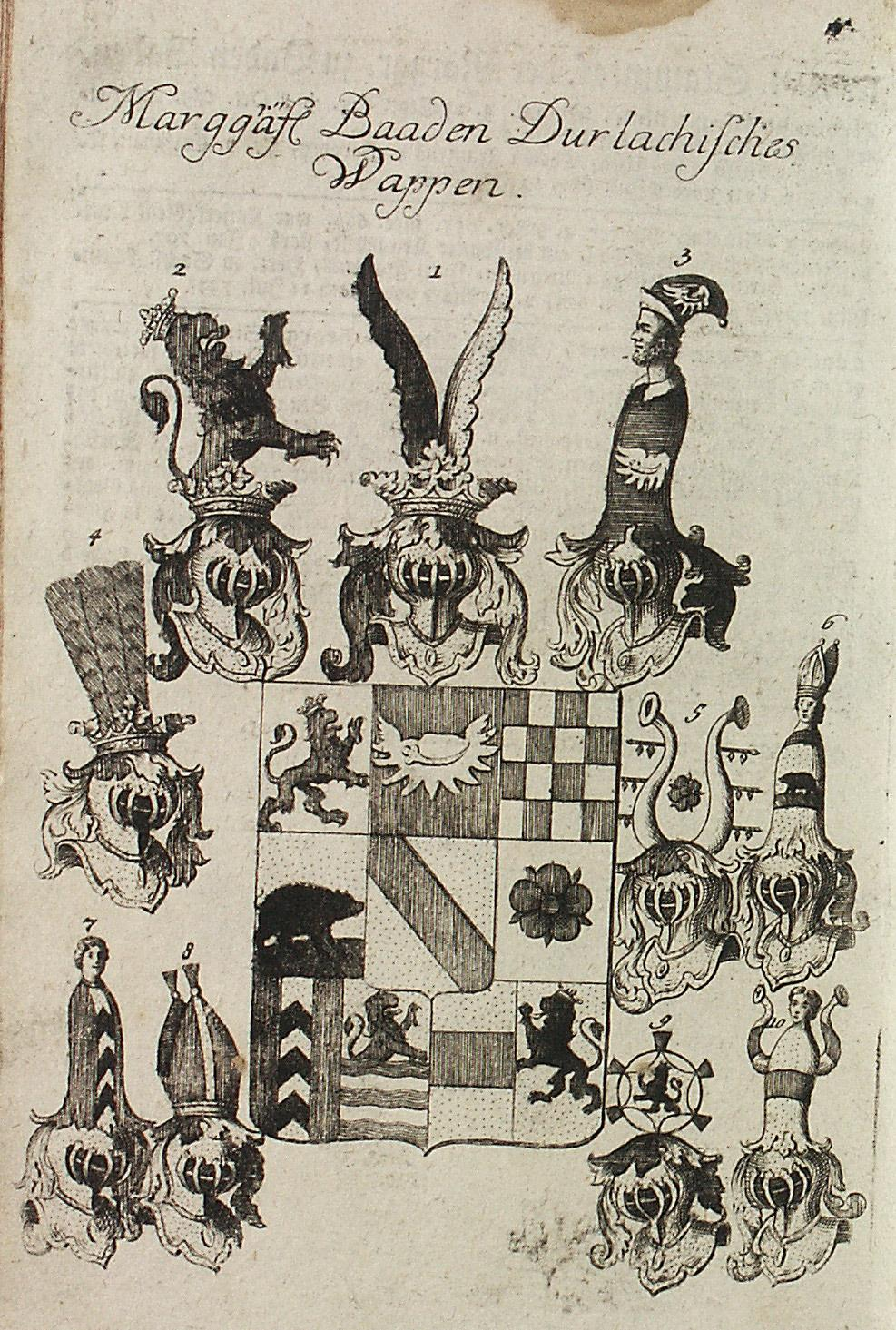
Johann Christoph Gatterer: Handbuch der neuesten Genealogie und Heraldik. Nürnberg, 1762.

A sisakdísz a címer örökletes tartozékai közé számít. A leggyakrabban összefügg a pajzsbeli képpel és a pajzs színeivel. A pecséteken és érmeken helyettesítheti az egész címert is.
Az eredeti sisakdíszeket fából, bőrből, tollból, papírból, pléhből, kötött anyagból, textilből, esetleg aranyból, ezüstből és drágakövekből készítették. A sisakhoz hozzácsavarozták vagy hozzákötözték. A címerben térben ábrázolták. Mindig a sisak irányát követi, de ez alól vannak kivételek, főleg ha több sisak van egy pajzson.
A sisakdíszt általában térben ábrázolják - eltérően a címer legtöbb alkotórészétől - , hiszen tényleges használata során a csatatéren is térbeli képződmény volt a sisak tetején. A sisakdísz sohasem áll magában (hiszen ekkor címerjel lenne), hanem, sisakon, sisakkoszorún vagy sisakkoronán helyezkedik el, van azonban példa arra is, hogy a sisakdísz közvetlenül a sisakon, a sisaktakaró szövetén áll. Néha a teljes pajzsbeli kép alkotja, olykor azonban csak egy részét ismétli meg vagy teljesen különbözik attól, illetve más címerképpel együtt fordul elő.
Az emberek és állatok általában növekvő helyzetben szerepelnek a sisakdíszen. Előfordulhat szinte az összes címerábra a segédsisakdíszekkel vagy azok nélkül. A korai sisakdíszek megismétlik a pajzsképet és a lovagok ténylegesen viselték a csatában és a lovagi tornán. Innen ered az a heraldikai szabály, hogy a sisakdísz nem lebeghet a pajzs fölött, hanem a sisakon kell nyugodnia. Az Angliában elterjedt lebegő sisakdíszek antiheraldikusak. Később, különösen a 18. században Németországban is vétettek ezen szabály ellen.
A sisak és a sisakdísz együttes magassága megegyezik a pajzs magasságával. A teljes címer így lesz a legarányosabb és legharmonikusabb. Leonhard szerint a pajzs, a sisak és a sisakdísz kölcsönös magasságának arányát a következő képletekkel lehet kifejezni: 13. század - 2:1:1, a 14. század eleje - 3:2:3, a 14. század vége - 2:2:4, 15. század - 3:2:3.

## Lásd még
- sisak
- címer
- címerleírás
- forgó (fejdísz)